# Rudolf Alander
Rudolf Alander (* 17. Juni 1851 in Weida; † 26. Dezember 1927 ebenda) war ein deutscher Buchbindermeister und Politiker (NLP, DVP).

## Leben
Alander war evangelisch-lutherischer Konfession. Er machte eine Ausbildung als Buchbinder und später als Buchbindermeister. Von 1869 bis 1873 leistete er Militärdienst und nahm am Deutsch-Französischen Krieg teil. Er übernahm 1886 das väterliche Buchbindergeschäft in Weida. Er war Mitglied und zeitweise Vorstandsmitglied des Allgemeinen
Turnvereins, des Kriegervereins, der Braugemeinschaft und des Gewerbevereins in Weida. Von 1910 bis 1918 war er Mitglied der Landessynode der Ev.-luth. Kirche von Sachsen-Weimar-Eisenach, von 1913 bis 1923 Vorsitzender der Handwerkskammer für das Großherzogtum Sachsen-Weimar-Eisenach und von 1913 bis 1918 Mitglied des Vorstandes des Deutschen Handwerks- und Gewerbekammertags.

## Politik
Von 1885 bis 1927 gehörte er dem Gemeinderat von Weida an, davon 1886 bis 1895 und 1909 bis 1915 als Vorsitzender. 1901 wurde er Mitglied der NLP. Für diese war er von 1901 bis 1918 Abgeordneter im Landtag des Großherzogtums Sachsen-Weimar-Eisenach. Nach der Novemberrevolution wurde er 1920 Mitglied der DVP. Von 1920 bis 1923 war er zwei Wahlperioden lang für den Wahlkreis 1920 Sachsen-Weimar-Eisenach Mitglied im Thüringer Landtag. Dort war er 1920 und 1921 Alterspräsident.
Alander wurde im Jahre 1913 zum Ehrenbürger der Stadt Weida ernannt. Zu seinem 140. Geburtstag 1991 wurde die Rudolf-Alander-Straße in Weida nach ihm benannt.